# Antônio José de Bessa
Antônio José de Bessa (Laguna, ca. 1810 — 1878) foi um comerciante e político brasileiro.
Casou com Florinda da Conceição Teixeira Nunes, neta de João Teixeira Nunes, o fundador de Tubarão. Tiveram os filhos: Custódia Bessa, Galdino José de Bessa, Ana Bessa, Amélia Bessa Greenhalgh (casada com João Carlos Greenhalgh), Cecília B. Monte Claro, Feliciana Bessa Medeiros, Herculano José de Bessa, Manuel José de Bessa, Honorata Bessa de Mendonça, Maria Bessa e João José de Bessa.
Foi nomeado tenente-coronel Chefe do Estado Maior do Comando Superior da Guarda Nacional de Laguna e Lages em outubro de 1869. Foi reformado como coronel Chefe do Estado Maior do Comando Superior da Guarda Nacional de Laguna e Lages (6 de setembro de 1871).

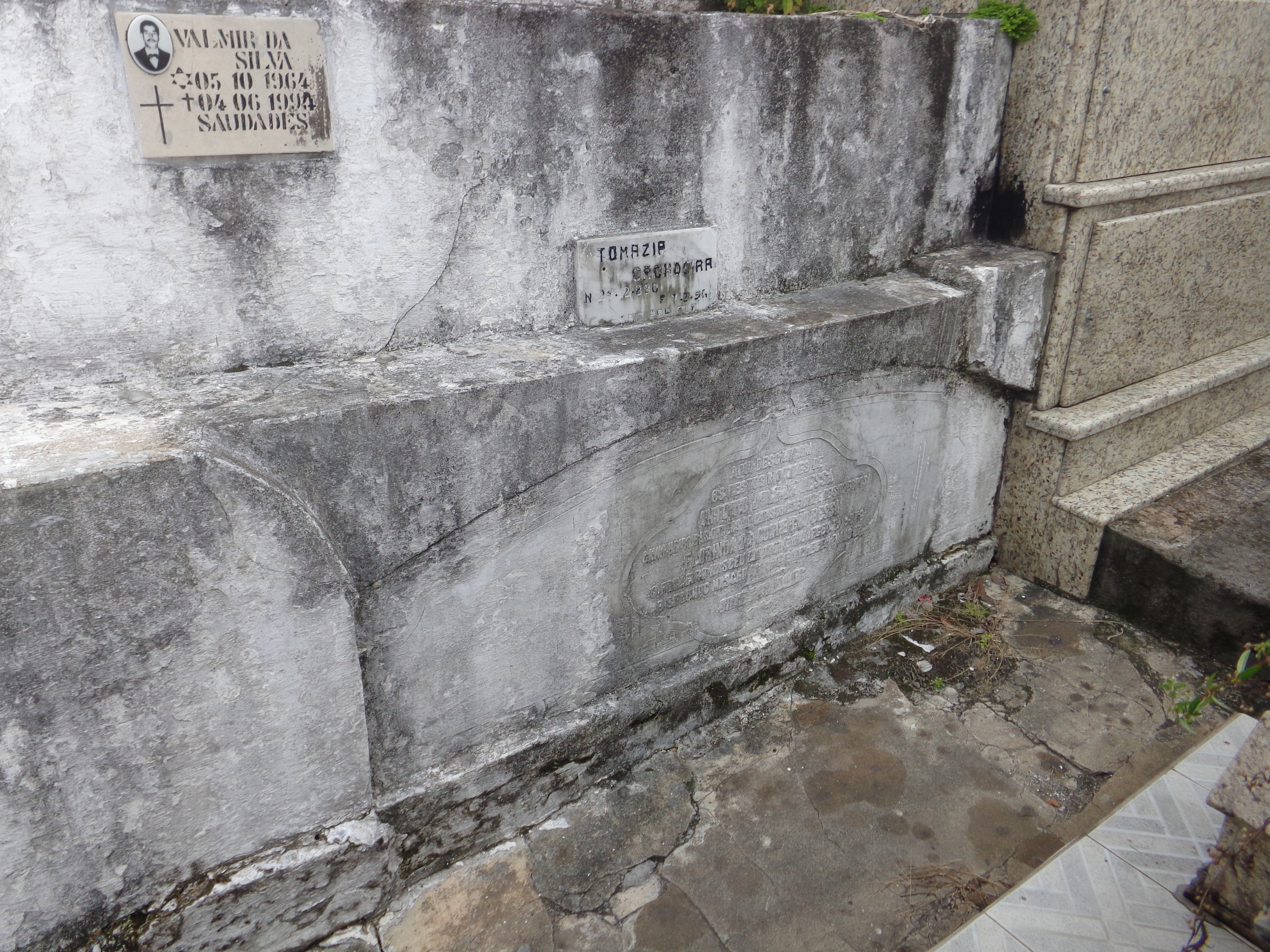
Sepultura de Antônio José de Bessa no Cemitério Municipal de Tubarão, na entrada do cemitério imediatamente à esquerda ao longo do muro

Foi deputado à Assembleia Legislativa Provincial de Santa Catarina na 15ª legislatura (1864 — 1865) e na 20ª legislatura (1874 — 1875), como suplente convocado.
Foi cavaleiro da Imperial Ordem de Nosso Senhor Jesus Cristo, da Imperial Ordem da Rosa e da Ordem de São Bento de Avis.